# Famille Charpentier
Ne doit pas être confondu avec Famille Carpentier.
Pour les articles homonymes, voir Charpentier (homonymie).
La famille Charpentier   est une famille française entrée dans la noblesse suédoise en 1668 et dans la noblesse de Finlande en 1818 .

## Histoire
Toussaint Charpentier (né le 6 mars 1611 à Pavilly en Normandie) passe en 1630 au service de la Suède et suit Axel Oxenstierna à Erfurt où Gustave II Adolphe le prend comme soldat. Charpentier est fait prisonnier en 1639, capitaine de corvette en 1643, capitaine en 1646, chef d'escadron en 1657 puis lieutenant colonel en 1660.  Il est anobli en 1664 et inscrit à la Riddarhuspalatset sous le numéro 765. Toussaint Charpentier quitte le service en 1678 et obtient sa retraite en 1681. En 1683, Toussaint Charpentier se retire dans son manoir d'Hahkiala à Hauho jusqu'à sa mort le 4 octobre 1683.  Il est inhumé dans l'église d'Hauho le 20 juin 1697.[réf. nécessaire]
En 1773, à la mort de  Claes Robert Charpentier le titre de noblesse est passé à la famille L'Eclair, par ligne maternelle à son neveu Robert Gustaf Charpentier L'Eclair (1727-1802), un militaire.
La famille est restée propriétaire du manoir d'Hahkiala à Hauho jusqu'en 1950.

## Filiation
- Toussaint Charpentier (1611-1683),  
  - Robert Charpentier (fi) (1662-1710), militaire
    - Claes Robert Charpentier, militaire
      - Robert Gustaf Charpentier L´Éclair (1727-1802), militaire
- Gustaf Robert Alfred Charpentier (1839–1914), sénateur
  - Axel Fredrik Charpentier (1865–1949), chancelier finlandais de la justice  
    - Pehr Charpentier (fi) (1931–2011), psychologue
- Fredrik Vilhelm Charpentier (1849–1918), général de division russe 
  - Claes Charpentier (1858-1918), lieutenant général russe
  - Theodor Charpentier (1874–1954), lieutenant général russe
- Claes Gustaf Robert Charpentier (fi) (1858-1918), militaire
- Johann Friedrich Wilhelm von Charpentier (1738-1805), géologue allemand
  - Toussaint von Charpentier (1779–1847), géologue et entomologiste allemand
  - Johann von Charpentier (1786–1855), géologue germano-suisse

## Galerie

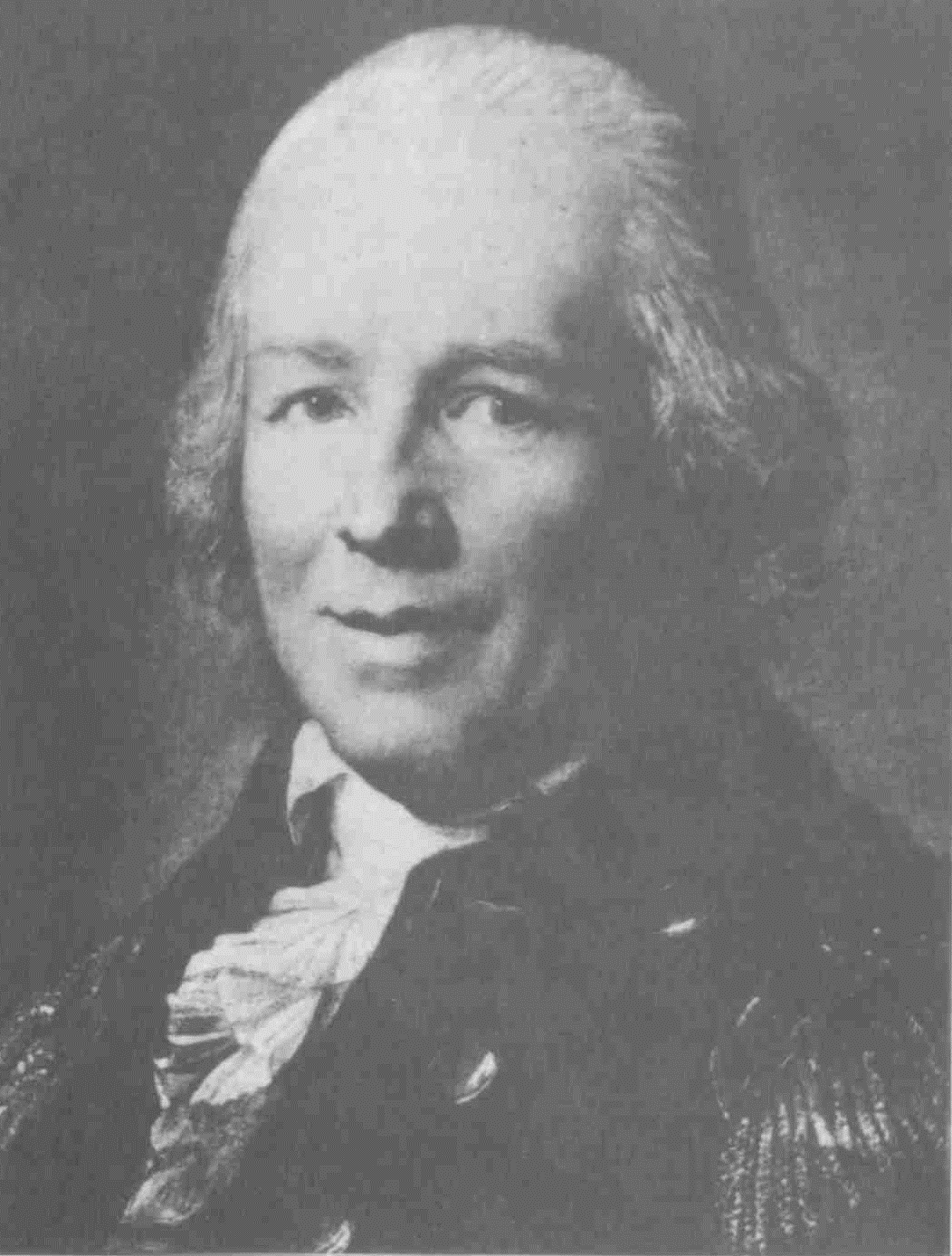
Le géologue Johann Friedrich Wilhelm von Charpentier (1738–1805)
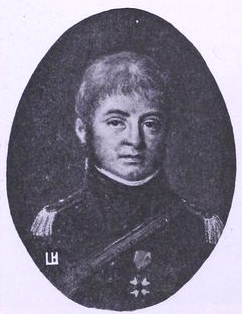
Lieutenant-colonel Robert Carl Charpentier (1766–1830)
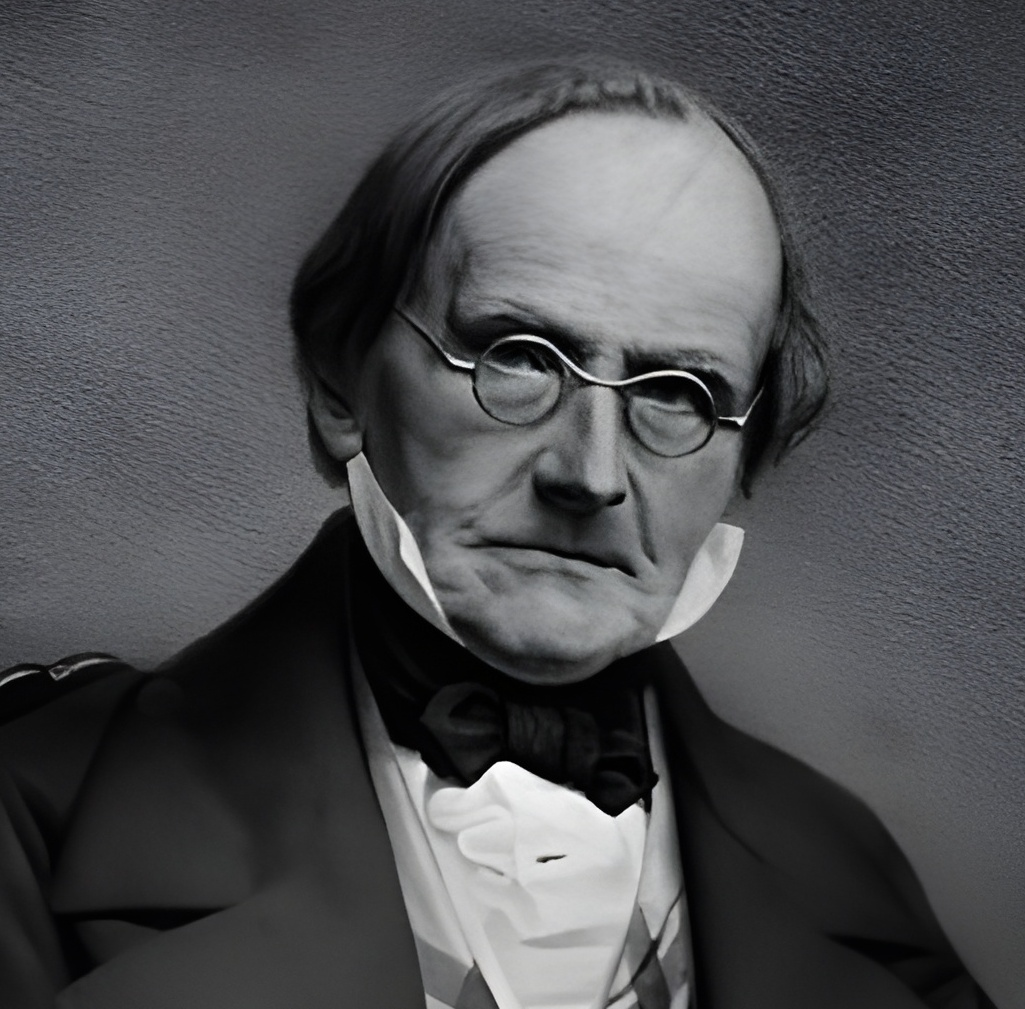
Le géologue Johann von Charpentier (1786–1855)
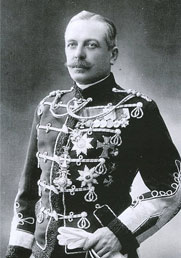
Lieutenant-général Claes Charpentier (1858–1918)

## Pour approfondir